# NGC 3762
NGC 3762 (również PGC 35979 lub UGC 6591) – galaktyka spiralna (Sa), znajdująca się w gwiazdozbiorze Wielkiej Niedźwiedzicy. Odkrył ją William Herschel 19 marca 1790 roku.